# Viktoria Karpenko
 (janvier 2024).
Si vous disposez d'ouvrages ou d'articles de référence ou si vous connaissez des sites web de qualité traitant du thème abordé ici, merci de compléter l'article en donnant les références utiles à sa vérifiabilité et en les liant à la section « Notes et références ».
Viktoria Pavlivna Karpenko, née le 15 mars 1981 à Kherson, est une gymnaste artistique ukrainienne ayant obtenu la nationalité bulgare en 2002.

## Palmarès

### Championnats du monde
- Tianjin 1999
  -  médaille d'argent au concours général individuel

### Championnats d'Europe
- Saint-Pétersbourg 1998
  -  médaille de bronze aux barres asymétriques
- Paris 2000
  -  médaille d'argent au concours par équipes
  -  médaille d'argent au sol
  -  médaille d'argent aux barres asymétriques
  -  médaille de bronze au concours général individuel

### Autres
- American Cup 1998 :
  -  1re au concours général